# بته‌قورباغه‌ایان
بته‌قورباغه‌ایان (نام علمی: Asterophryinae) نام یک زیرخانواده از تیره قورباغه‌های دهان‌باریک است.